# 229723 Marcoludwig
229723 Marcoludwig este o planetă minoră (asteroid) din centura de asteroizi. A fost descoperită pe 11 aprilie 2007 la Altschwendt⁠(d) de Wolfgang Ries⁠(d). 
Obiectul prezintă o orbită caracterizată de o semiaxă mare de 2,8105350779131 UAi, o excentricitate de 0,061863188366915, o înclinație de 3,8855121880954 ° în raport cu ecliptica.